# Suzhou
För andra betydelser, se Suzhou (olika betydelser).
Suzhou, även känt som Soochow, är en av de mest berömda städerna i Kina. Den ligger i de lägre delarna av Yangtze vid Kejsarkanalen och längs sjön Tai Hus stränder i provinsen Jiangsu omkring 210 kilometer öster om provinshuvudstaden Nanjing. Staden har ett fördelaktigt geografiskt läge och utmärkta kommunikationer. De klassiska trädgårdarna i Suzhou är sedan 1997 erkända av Unesco som världsarv.

## Historia
Staden grundades 514 f.Kr. och har tack vare sin långa historia talrika historiska minnesmärken. Stadens kanaler, pagoder och utsökta trädgårdar har bidragit till att den idag är en av Kinas viktigaste turistattraktioner. Sedan Songdynastin  (960-1279) har Suzhou varit ett viktigt centrum för Kinas sidenindustri.
Suzhou ansågs på Marco Polos tid vara den folkrikaste staden på jorden och hade ännu vid mitten av 1800-talet l miljoner invånare. Staden erövrades 1860 av Taipingupproret och tre år senare erövrade Charles George Gordons frikår Den alltid segrande armén staden för Qingdynastin räkning. På grund av den omfattade förstörelsen tog den närbelägna fördragshamnen
Shanghai över Suzhous roll som handelsstad och områdets centrum.
Orten öppnades som fördragshamn 1895 enligt Shimonosekifördraget med Japanska imperiet.

## Administrativ indelning
Den egentliga stadskärnan i Suzhou kallas av tradition "gamla Suzhou" och utgörs av Gusu-distriktet. Det gamla häradet Wu (吴县) delades upp 2000 i stadsdistrikten Huqiu och Wuzhong. Förutom två förortsdistrikt lyder fyra satellitstäder på häradsnivå under Suzhou.
| Karta | Indelning    | Kinesiska             | Pinyin                | Befolkning 2010       | Yta (km2)             | Täthet |
| --- | ------------ | --------------------- | --------------------- | --------------------- | --------------------- | ------ |
| Gusu Huqiu Wuzhong Xiangcheng Wujiang Suzhous Industri- park Changshu (stad) Zhangjiagang (stad) Kunshan (stad) Taicang (stad) |              |                       |                       |                       |                       |        |
| Stadskärnan |              |                       |                       |                       |                       |        |
| Gusu-distriktet | 姑苏区       | Gūsū qū               | 1 649 701             | 84                    | 19 639                |        |
| Huqiu-distriktet | 虎丘区       | Hǔqiū qū              | 572 313               | 258                   | 2 218,26              |        |
| Wuzhong-distriktet | 吴中区       | Wúzhōng qū            | 1 158 410             | 672                   | 1 723,82              |        |
| Suzhous industripark | 苏州工业园区 | Sūzhōu gōngyè yuán qū | se Wuzhong-distriktet | se Wuzhong-distriktet | se Wuzhong-distriktet |        |
| Förortsdistrikt |              |                       |                       |                       |                       |        |
| Xiangcheng-distriktet | 相城区       | Xiāngchéng qū         | 693 576               | 416                   | 1 667,25              |        |
| Wujiang-distriktet | 吴江区       | Wújiāng qū            | 1 275 090             | 1 192                 | 1 069,7               |        |
| Satellitstäder på häradsnivå                                                                                                   |              |                       |                       |                       |                       |        |
| Changshu | 常熟市       | Chángshú shì          | 1 510 103             | 1 263                 | 1 195,6               |        |
| Taicang | 太仓市       | Tàicāng shì           | 712 069               | 642                   | 1 109,1               |        |
| Kunshan | 昆山市       | Kūnshān shì           | 1 646 318             | 927                   | 1 776                 |        |
| Zhangjiagang | 张家港市     | Zhāngjiāgǎng shì      | 1 248 414             | 813                   | 1 535,6               |        |
| Totalt | Totalt       | Totalt                | 10 465 994            | 6 267                 | 1 670                 |        |
| Inte längre förekommande distrikt - Canglang, Pingjiang, & Jinchang                                                            |              |                       |                       |                       |                       |        |

## Klimat
Genomsnittlig årsnederbörd är 1 661 millimeter. Den regnigaste månaden är juni, med i genomsnitt 221 mm nederbörd, och den torraste är december, med 59 mm nederbörd.